# Neuenkirch
Neuenkirch ist eine politische Gemeinde im Wahlkreis Sursee des Kantons Luzern in der Schweiz.

## Geographie
Neuenkirch liegt südöstlich des Sempachersees und besteht aus den Ortsteilen Neuenkirch, Sempach Station und Hellbühl, wobei Hellbühl den Südteil, Neuenkirch das Zentrum und Sempach Station den Norden der Gemeinde umfasst.
Grösste Siedlung der Gemeinde ist Neuenkirch Dorf, welches mit den Weilern Nellen, Werligen, Klosterhöfli, Klösterli und Lippenrüti zu einem langen Strassendorf an der Strasse Emmenbrücke-Sursee zusammengewachsen ist. Südlich des Dorfs fliesst der Voremstägbach vorbei, der weiter östlich von links in die Gross Aa einmündet.
Westlich von Neuenkirch Dorf liegt der grosse Neuechilerwald, südwestlich von Lippenrüti der Lipperütiwald. Im Viereck Hellbühl-Geisselermoos (südöstlich vom Dorf; Gemeinde Emmen)-Lippenrüti-Windblosen (2,3 km südwestlich des Dorfs; 759 m ü. M.) liegen die grössten Waldgebiete südlich der Bahnstrecke Olten–Luzern. Eine weitere grosse Waldfläche ist der Adelwilerwald südöstlich des Weilers Adelwil (1,8 km nordöstlich des Dorfs; 518 m ü. M.). Mitten durch den Wald führt die Bahnlinie. Das grösste zusammenhängende Waldstück der Gemeinde ist der Chüserainwald östlich von Trutigen (2,8 km nordöstlich des Dorfs; 557 m ü. M.). Insgesamt sind aber bloss 20,1 % des Gemeindeareals von Wald und Gehölz bedeckt (Stand 2015/16).
Weite Teile der Gemeinde sind landwirtschaftliches Nutzland (67,8 %). Dieses konnte durch die Entwässerung von Mooren in den letzten 150 Jahren wesentlich vergrössert werden.
In Neuenkirch gibt es neben dem Dorf noch zahlreiche Weiler, Häusergruppen und Einzelgehöfte. Nordöstlich des Dorfs liegen die Weiler Sellenboden (500 m nordöstlich; 538 m ü. M.), durch den der Sellebodebach fliesst, und Neuhus (1,1 km nordöstlich; 552 m ü. M.). An der Strasse Richtung Emmenbrücke liegt Weiherhüsli (1,5 km südöstlich; 548 m ü. M.). Gleich nördlich davon liegt Rippertschwand (553 m ü. M.).
Weiter im Süden, westlich der Strasse nach Hellbühl, findet man den Weiler Helfenstegen (1,7 km südlich; 586 m ü. M.). Dort, wo die Strasse Neuenkirch-Hellbühl in die Strasse Emmenbrücke-Ruswil einmündet, liegt der Weiler Moosschür (2,8 km südlich; 570 m ü. M.). Südwestlich davon befindet sich der Ortsteil Hellbühl (3,2 km südlich des Dorfs; 648 m ü. M.). Der Hellbühler Rotbach fliesst in östlicher Richtung südlich von diesem vorbei.
Auf einer Anhöhe südlich des Sempachersees liegt der Weiler Wartensee (3 km nordwestlich des Dorfs; 559 m ü. M.) mit dem gleichnamigen Schloss.
Bei der Bahnstation Sempach-Neuenkirch entstand aus verschiedenen Weilern in den letzten Jahrzehnten der Ortsteil Sempach Station. Er liegt 1,8 km nördlich des Dorfs an der Strasse nach Sempach, gehört aber trotz seines Namens zur Gemeinde Neuenkirch. Mit ihm zusammengewachsen ist der im Mittelalter bedeutendste Ortsteil Adelwil (1,8 km nordöstlich des Dorfs; 518 m ü. M.). Hier fliesst der Waldbach von rechts in die Grosse Aa. Ebenfalls mit Sempach Station zusammengewachsen ist der Weiler Gottsmänigen nördlich von ihm. Dieser Weiler liegt zwischen der bereits erwähnten Gross Aa und der nördlich davon fliessenden Chli Aa, die ebenfalls in den Sempachersee mündet. Der dritte bedeutende Bach, welcher in den See einmündet, ist der Lipperütibach, der vom Weiler Lippenrüti her kommt.
Nördlich der Autobahn A2 liegen die Weiler Mettenwil (3,9 km nordöstlich des Dorfs; 568 m ü. M.) und Bremenstall (4,7 km nördlich; 587 m ü. M.). Dieser ist der nördlichste Punkt der Gemeinde und liegt näher bei Sempach und Hildisrieden als bei Neuenkirch-Dorf.
Trotz der zahlreichen Ortsteile und Weiler sind bloss 11,8 % des Gemeindeareals Siedlungsfläche (Stand 2015/16).
Neuenkirch grenzt an Emmen LU, Hildisrieden, Stadt Luzern, Malters, Nottwil, Rain, Rothenburg, Ruswil und Sempach.

## Bevölkerung
| Bevölkerungsentwicklung | Bevölkerungsentwicklung |
| Jahr                    | Einwohner               |
| ----------------------- | ----------------------- |
| 1850                    | 2413                    |
| 1888                    | 2026                    |
| 1900                    | 2121                    |
| 1950                    | 2856                    |
| 1960                    | 3018                    |
| 1970                    | 3273                    |
| 1980                    | 3621                    |
| 1990                    | 4507                    |
| 2000                    | 5517                    |
| 2004                    | 5717                    |
| 2014                    | 6426                    |

Die Bevölkerung betrug 1850 2413 Personen und sank bis 1888 durch Abwanderung in die Industriegebiete deutlich (1850–1888: − 16,0 %). Bis 1970 wuchs Neuenkirch zwar stetig, aber langsam. Seither rapides Wachstum (1970–2014: + 96,3 %). Ende 2014 zählte die Gemeinde 6426 Einwohner. Die verschiedenen Ortsteile zählten: Neuenkirch 4271, Sempach Station 1274 und Hellbühl 881 Einwohner.

### Sprachen
Die Bewohner benutzen als Alltagssprache eine hochalemannische Mundart. Bei der letzten Volkszählung im Jahr 2000 gaben 95,03 % Deutsch, 1,52 % Albanisch und 1,00 % Serbokroatisch als Hauptsprache an.

### Religionen – Konfessionen

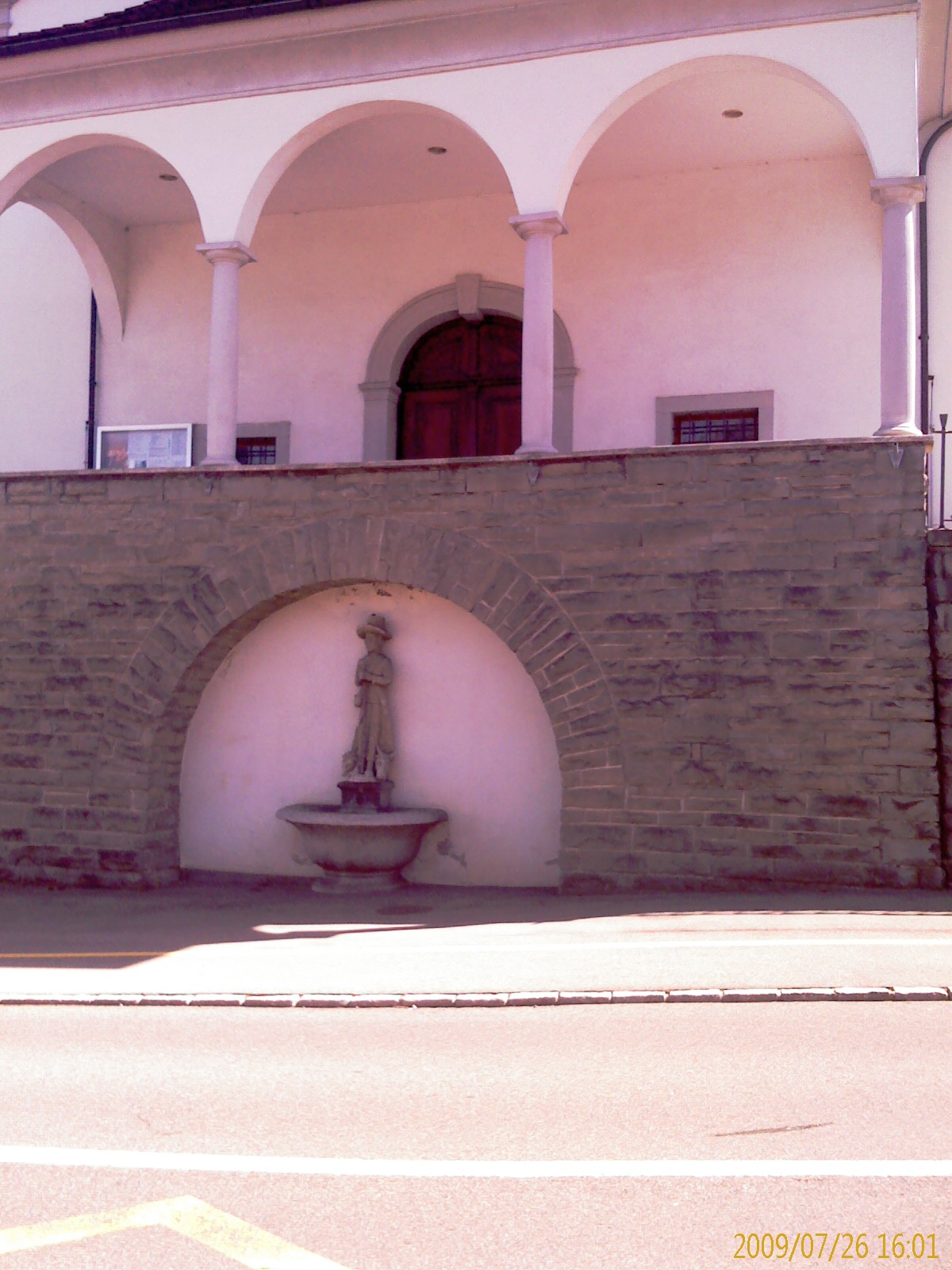
Brunnen vor der Kirche Hellbühl

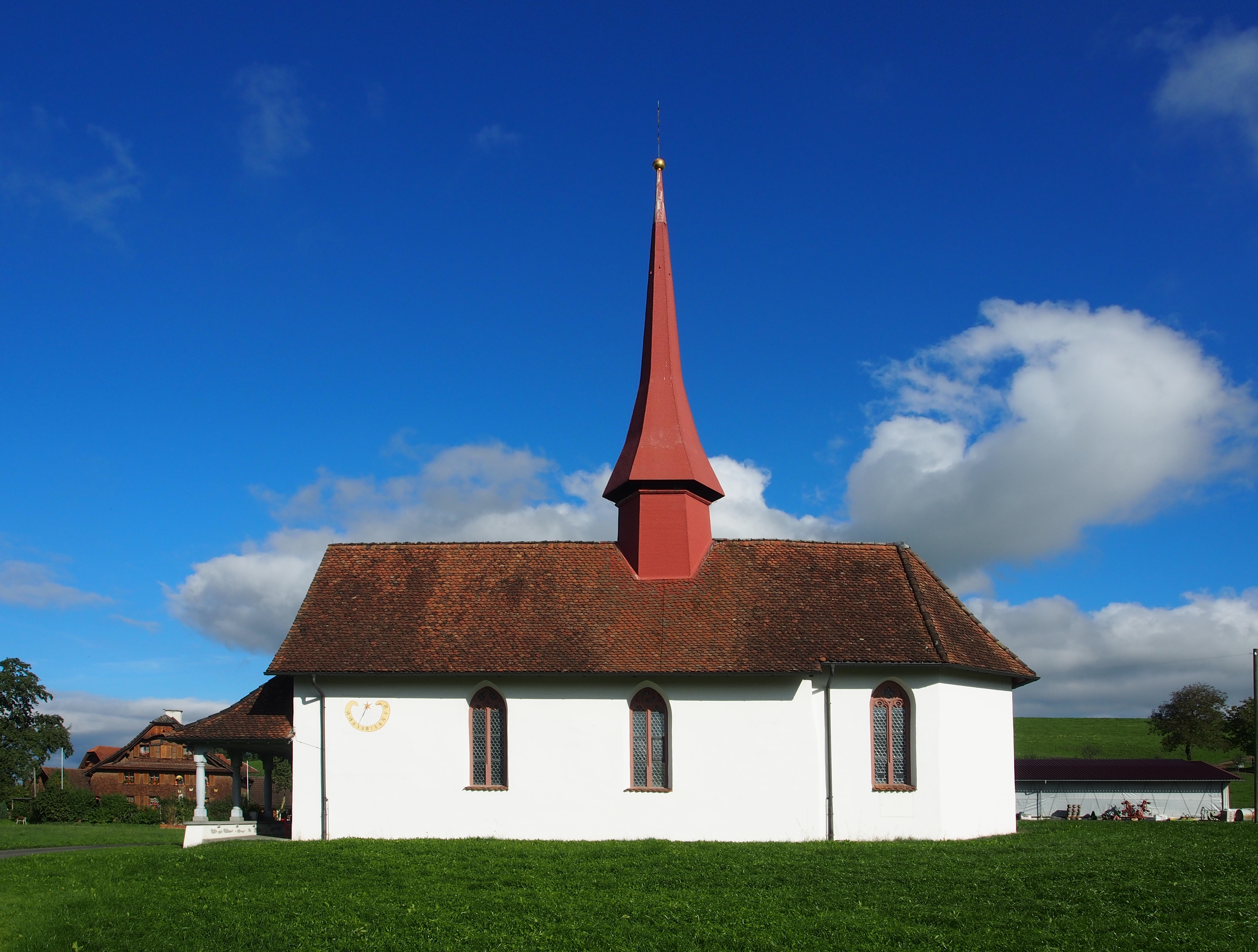
Wallfahrtskapelle St. Gallus und Einbeth Adelwil Neuenkirch

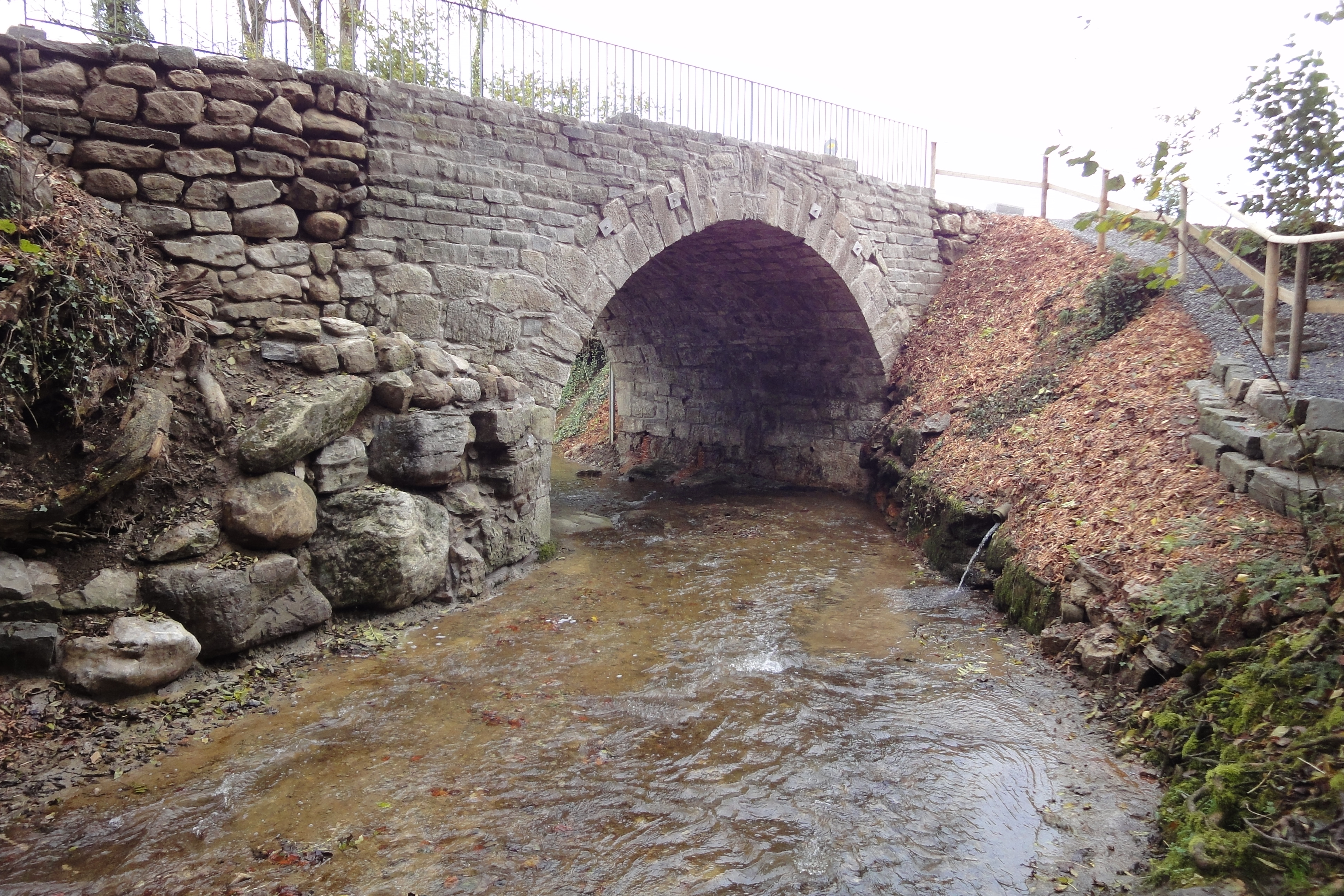
Römerbrücke bei Hellbühl

Früher war die gesamte Einwohnerschaft Mitglied der römisch-katholischen Kirche. Durch Kirchenaustritte und Zuwanderung aus anderen Regionen der Schweiz und dem Ausland hat sich dies geändert. Heute (Stand 2000) sieht die religiöse Situation wir folgt aus: Es gibt 78,90 % römisch-katholische, 9,19 % evangelisch-reformierte und 1,02 % orthodoxe Christen. Daneben findet man 4,66 % Konfessionslose und 3,15 % Muslime. Die Muslime sind grösstenteils albanischer Herkunft. Laut Fortschreibung waren Ende 2004 4507 (78,84 %) römisch-katholische und 487 (8,52 %) evangelisch-reformierte Christen. Die Zahl der Konfessionslosen ist auf 365 (6,38 %) gestiegen. Hellbühl ist der Ortsteil mit dem höchsten Anteil an Katholiken; Sempach-Station hat den höchsten Anteil an Reformierten, Konfessionslosen und Muslimen.

### Herkunft – Nationalität
Ende 2022 waren von den 7183 Einwohnern 6361 Schweizer und 822 (= 11,5 %) Ausländer. Die Einwohnerschaft bestand aus 88,5 % Schweizer Staatsbürgern. Ende 2022 stammten die ausländischen Einwohner aus dem Kosovo (176 Personen), Deutschland (171), Italien (59), Portugal (46), Eritrea (38), Serbien (32), Kroatien (26), Spanien (20), Nordmazedonien (18) und der Türkei (13). 159 Personen stammten aus dem übrigen Europa, und 64 waren aussereuropäischer Herkunft.

## Geschichte

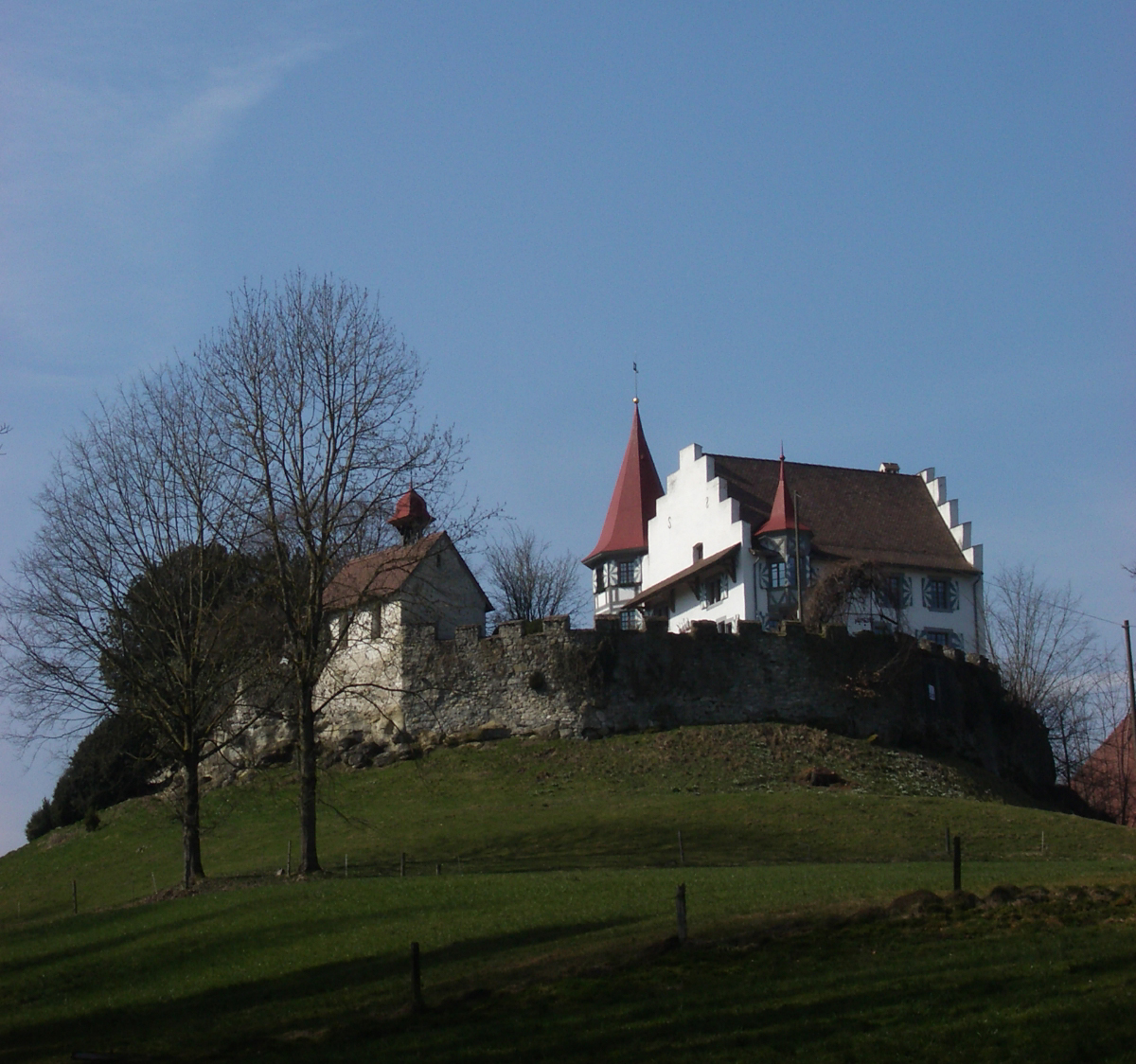
Schloss Wartensee in Neuenkirch

Luftbild (1957)

Aufgrund der zahlreichen typischen alemannischen Wortendungen ist eine Besiedlung während der Landnahme der Alemannen in der Schweiz (ab dem späten 6. Jahrhundert) so gut wie sicher. In einem Schutz- und Bestätigungsbrief von Kaiser Friedrich I. werden die auf Neuenkircher Gebiet liegenden Adelwile (Adelwil), Cotsmaningen (Gottsmänigen) und Loupenrouti (Lippenrüti) im Jahr 1173 erstmals erwähnt. Die Siedlung Neuenkirch bestand vermutlich schon im 12. Jahrhundert, doch wird der Ort erst im Jahr 1228 im Zusammenhang mit einem Frauenkloster erwähnt (Nova Ecclesia). Im Jahr 1259 wird ein Bürger von Sempach erwähnt, der Burkhard hiess und ursprünglich aus Neuenkirch (de Nuwenkilch) stammte. Das Kloster war ursprünglich dem Orden der Zisterzienserinnen verbunden und bestand aus sogenannten Maria-Magdalenen-Schwestern (oder Reuerinnen), die sich im Jahr 1287 dem Dominikanerorden anschlossen. Das Kloster bestand bis 1588. Die Habsburger übernahmen um 1300 die Herrschaft und erbauten das Schloss Wartensee, um den Verkehr am Westufer und auf dem Sempachersee zu überwachen. Nach der Schlacht bei Sempach 1386 übernahmen die Stadtluzerner die Oberherrschaft. Ein Teil der heutigen Gemeinde wurde von Sempach aus verwaltet. Der grösste Teil jedoch gehörte zum Amt Rothenburg. Neuenkirch in seiner heutigen Form wurde 1798 geschaffen, zur Zeit der Helvetischen Republik. Die Gemeinde gehörte von 1798 bis 1803 zum Distrikt Sempach und seither zum Amt bzw. zum heutigen Wahlkreis Sursee.

## Name

### Entstehung
Der Name ist auf den Bau einer eigenen Kirche zurückzuführen. Die Bewohner mussten vorher ins weit entfernte Oberkirch zum Gottesdienst gehen. Durch den Bau der nüwen Kilch = neuen Kirche im Ort wurde dieser Umstand geändert.

### Verwechslungsmöglichkeiten
Siehe auch: Neuenkirchen, Neunkirch, Neunkirchen, Neukirch (jeweils Begriffsklärungsseiten zu verschiedenen Städten/Orten)

## Politik

### Gemeinderat
Der Gemeinderat Neuenkirch besteht aus fünf Mitgliedern und ist wie folgt aufgestellt (Stand März 2024):
- Marcel Wolfisberg (Die Mitte): Gemeindepräsident
- Markus Wespi (Mitte): Gemeindeammann
- Nadja Wüest (FDP): Sozialvorsteherin
- Benjamin Emmenegger (FDP): Landwirtschaft, Umweltschutz, Musikschule, Kultur und Freizeit
- Tamara Wiederkehr-Suter (Mitte): Liegenschaftsverwaltung, Feuerwehr, Zivilschutz, Fernwärmeheizung

### Kantonsratswahlen
Bei den Kantonsratswahlen 2023 des Kantons Luzern betrugen die Wähleranteile in Neuenkirch: Mitte (mit GenMitte) 38,37 %, SVP 21,65 %, FDP 19,24 %, SP (mit JUSO) 9,45 %, glp 5,66 % und Grüne (mit JG und GrüneKuG) 5,63 %.

### Nationalratswahlen
Bei den Schweizer Parlamentswahlen 2023 betrugen die Wähleranteile in Neuenkirch: Mitte 32,3 %, SVP 27,4 %, FDP 16,4 %, SP 10,2 %, glp 5,6 %, Grüne 5,5 %, übrige 2,6 %.

## Verkehr
Neuenkirch ist verkehrsmässig sehr gut erschlossen. Der Ortsteil Neuenkirch hat eine Postauto-Verbindung in die Stadt Luzern, der Ortsteil Hellbühl liegt an der Buslinie Luzern–Willisau, und Sempach Station ist durch den Bahnhof Sempach-Neuenkirch an der Bahnlinie Luzern–Olten erschlossen. Eine weitere Postautolinie verbindet die Bahnstation Sempach-Neuenkirch über Neuenkirch mit Rothenburg Station.
Neuenkirch liegt an der Strasse Luzern–Sursee. Die nächsten Autobahnanschlüsse sind in Sempach, Rothenburg und Emmen-Nord, 5 respektive 7 km entfernt, alle an der A2.

## Persönlichkeiten
- Heinrich Krauer (1755–1827), Arzt und Staatsmann, geboren in Neuenkirch
- Franz Xaver Schnyder von Wartensee
- Niklaus Wolf von Rippertschwand